# 1067 Лунарија
1067 Лунарија (енгл. 1067 Lunaria) је астероид главног астероидног појаса чија средња удаљеност од Сунца износи 2,871 астрономских јединица (АЈ).
Апсолутна магнитуда астероида је 10,99 а геометријски албедо 0,320.